# Tropheryma whipplei
Tropheryma whipplei — грамположительная бацилла, единственный представитель семейства Tropherymataceae. Является возбудителем болезни Уиппла. Название происходит от греческого trophe — питание, eryma — барьер.

## Описание
Tropheryma whipplei — грамположительная бактерия. Геном редуцирован, содержит менее 1 млн. пар оснований. Доля оснований гуанина и цитозина составляет около 46 %. На основании схожести 16S рибосомной РНК, установлено её родство с актиномицетами группы Б (семейство Cellulomonadaceaea). Бактерия имеет трёхслойную клеточную оболочку, единственную кольцевую хромосому и небольшой размер генома. Полагают, что патогенными могут быть не все, а строго определённые штаммы возбудителя. Tropheryma whipplei была культивирована в клеточной среде человеческих фагоцитов, дезактивированных интерлейкином (ИЛ-4, ИЛ-10).